# Ctac
Ctac is een Nederlands beursgenoteerd IT-bedrijf dat Microsoft- en SAP-systemen implementeert. Met de software worden bedrijfsprocessen zoals de inkoop en het voorraadbeheer aangestuurd. Het bedrijf, gevestigd in 's-Hertogenbosch, bedient vooral het midden- en kleinbedrijf. Sinds 2004 is er ook een vestiging in België, Wommelgem.

## Geschiedenis
Ctac werd in 1992 in 's-Hertogenbosch opgericht en is inmiddels uitgegroeid tot een bedrijf met ruim 400 medewerkers in 2020. Henny Hilgerdenaar was bestuursvoorzitter tot 15 mei 2021 en hij werd opgevolgd door Pieter-Paul Saasen.
De aandelen Ctac zijn genoteerd aan Euronext Amsterdam en opgenomen in het Next Economy-segment van Euronext. Het bedrijf is een van de kleinste op de beurs.